# Nathan Baker
Nathan Luke Baker (Worcester, Anglia, 1991. április 23. –) angol labdarúgó, aki jelenleg az Aston Villában játszik hátvédként.

## Pályafutása

### Aston Villa
Baker 2004-ben, 13 éves korában került az Aston Villa ifiakadémiájára, az U18-as csapatban 2007-ben mutatkozhatott be. Claran Clarkkal együtt meghatározó tagja volt a védelem tengelyének és nagyban hozzájárult ahhoz, hogy a Villa a 2007/08-as idényben megnyerte az ifibajnokságot, a Manchester Cityt legyőzve a bajnoki döntőn. Baker az U18-asok között 23 meccsen egy gólt szerzett, míg a tartalék csapatban hét mérkőzésen kettőt. A tartalékok szintén jól zárták a szezont, a bajnokság déli csoportját megnyerték, a döntőt azonban elveszítették a Liverpoollal szemben.
2008 nyarán Baker felkerült az első csapat keretéhez és ő is részt vett a csapata svájci felkészülési túráján, ahol az FC Wil és az FC Zürich ellen is pályára lépett. 2008 júliusában, az Odense BK elleni Intertotó-kupa-meccsen leülhetett a kispadra, de nem jutott játéklehetőséghez. Egy héttel később ismét a cserepadon kapott helyet, a Fimleikafélag Hafnarfjarðar elleni UEFA-kupa-selejtezőn.
2009. október 23-án a Villa-csatár, Chris Sutton által irányított Lincoln City egy hónapra kölcsönvette védőtársával, Eric Lichajjal együtt. Már másnap bemutatkozhatott egy Torquay United elleni mérkőzésen, mely 0-0-val zárult. Baker meggyőzően teljesített, így a Lincoln a szezon végéig meghosszabbította kölcsönszerződését. Összesen 18 bajnoki lépett pályára a klubnál.
Baker nem nézhette az Aston Villa Manchester United elleni Ligakupa-döntőjét 2010. február 28-án, mivel rajtakapták, hogy a Facebookon megpróbálta eladni a rendelkezésére bocsátott jegyeket, darabonként 200 fontért. Később azt mondta, megbánta tettét.
2011. január 16-án bekerült a Villa keretébe a Birmingham City elleni városi rangadóra, de végig a kispadon ült az 1-1-es döntetlenre végződő meccsen. Január 25-én kezdőként mutatkozhatott be a Wigan Athletic otthonában. Négy nappal később, az FA Kupa negyedik fordulójában, a Blackburn Rovers ellen szintén a kezdőcsapat tagja volt. A meccsen gólpasszt adott, majd egy veszélyes szerelési kísérlet miatt piros lapot kapott. Február 26-án ismét kezdőként számított rá a csapata, ismét a Blackburn ellen, ezúttal a bajnokságban. Ezúttal sem maradhatott végig a pályán, mert egy Paul Robinsonnal való ütközés során megsérült és le kellett cserélni. Az Aston Villa 2011. június 2-án bejelentette, hogy Baker új, három évre szóló szerződést kötött a klubbal.
2011. november 22-én egy hónapra kölcsönben a Millwallhoz igazolt. A 27-es számú mezt kapta meg és négy nappal később be is mutatkozhatott a Crystal Palace ellen. Az ő szerelései is kellettek ahhoz, hogy csapata ne kapjon gólt a meccsen. December 26-án, a Portsmouth ellen 1-0-ra megnyert bajnokin játszott utoljára a Millwallban, mielőtt lejárt volna a kölcsönszerződése. Összesen hat bajnoki találkozón kapott lehetőséget. Visszatérése után 2012. február 12-én lépett először pályára a Villában, amikor csereként váltotta Richard Dunne-t a Manchester City ellen. Ez volt az első mérkőzése a birminghamiek felnőtt csapatában a 2011/12-es évadban.
A 2012/13-as idényben Baker tanúbizonyságot tett jó ugrási és fejelési képességeiről. Ron Vlaar sérülése idején a szintén saját nevelésű Ciaran Clark mellett játszott a védelem közepén és biztató teljesítményt nyújtott, bár csapata nehéz időszakon ment keresztül és sok gólt kapott. Joe Bennett hiányában időnként balhátvédként is lehetőséget kapott. 2013. március 9-én, a Reading ellen öngólt szerzett, miután egy tisztázási kísérlet során luftot rúgott, majd a labda a támaszkodó lábáról a kapuba vágódott. Ennek ellenére dicséretet kapott a meccs után, mivel az eset ellenére higgadt tudott maradni és jól védekezett egészen a 80. percig, amikor Joe Bennett állt be helyette. Májusban új, három évre szóló szerződést írt alá, mely 2016-ig köti az Aston Villához.

## Válogatott
Baker 2008. november 18-án mutatkozott be az U19-es angol válogatottban, Németország ellen. Összesen kilenc alkalommal kapott játéklehetőséget az U19-es csapatban. Tagja volt annak az U20-as válogatottnak, mely részt vett a 2011-es U20-as vb-n. Csapata összes meccsén pályára lépett a tornán. Az U21-es válogatottban 2011-ben, Izland ellen debütált.

## Külső hivatkozások
- Nathan Baker pályafutásának statisztikái a Soccerbase oldalon (angolul)

- Adatlapja az Aston Villa honlapján